# Hypoxis nervosa
Hypoxis nervosa är en enhjärtbladig växtart som beskrevs av Rodney John Francis Henderson. Hypoxis nervosa ingår i släktet Hypoxis och familjen Hypoxidaceae. Inga underarter finns listade i Catalogue of Life.